# Traian Moșoiu

Monumentul generalului Traian Moșoiu ridicat în parcul localității Bran, Brașov

Traian Moșoiu (n. 2 iulie 1868 la Tohanul Nou – d. 15 august 1932, București) a fost un general român în Armata Română, în perioada 1918 - 1919, care a  participat la eliberarea Transilvaniei. În perioada 2 martie 1920 - 12 martie 1920 a fost și ministru de Război.

## Studii
A absolvit clasele primare în localitatea natală. Părinții săi l-au înscris la Liceul Andrei Șaguna din Brașov.
Traian Moșoiu s-a perfecționat în cunoașterea limbilor germană, franceză și maghiară, absolvind liceul cu calificativul "foarte bine". Moșoiu a fost trimis de părinți la studii militare la Budapesta și Viena, la Academia Militară Tereziană din Wiener Neustadt. La data de 1 iunie 1889 Traian Moșoiu a finalizat cursurile Academiei Militare din Wiener Neustadt, pe care a absolvit-o cu gradul de sublocotenent în armata austro-ungară și a fost repartizat la un regiment din garnizoana Sibiu.

## Cariera militară și politică
Moșoiu urmărea atent evenimentele legate de Vechiul Regat Român și Transilvania și, în 1891, trece Carpații și se înrolează în armata română. Un frate al său, profesorul Aurelian Moșoiu, a urmat aceeași cale și s-a stabilit la Ploiești. Traian Moșoiu era un ofițer cu o bună pregătire militară. El a publicat, în 1909-1910, două lucrări de teorie privind infanteria: „Spiritul ofensiv al infanteriei” și „Instructorii recruților de infanterie”. Participă la campania militară din Bulgaria în 1913, iar la 1 octombrie 1913 este numit comandant al Regimentului 30 Vânători de la Câmpulung, cu gradul de locotenent-colonel. Declarația de război a României contra Austro-Ungariei (14/27 august 1916) îl găsește în postul de comandant al Regimentului 2 Vâlcea, și comandant al grupului operativ Olt - Lotru.
A fost decorat cu Ordinul „Mihai Viteazul”, clasa III, pentru modul cum a condus diferitele unități pe care le-a comandat în Campania anului 1916.
„Pentru vitejia și destoinicia cu care a comandat Brigada 3 Infanterie în luptele de la Tălmaci din 13 și 16 septembrie și Divizia 20 în luptele din regiunea Văii Lotrului, între 17 septembrie și 5 octombrie 1916. Pentru contraatacul pe care l-a condus personal contra Muntelui Pietrosul, capturând material de război și prizonieri. În ziua de 8 octombrie a luat comanda Diviziei 23 pe care a condus-o cu energie în luptele din Munții Carpați, din stânga Oltului, zădărnicind forțările unui inamic superior în număr și armament”
Înalt Decret no. 16 din 2 ianuarie 1918:p. 121
În ianuarie 1917, Traian Moșoiu a fost avansat la gradul de general de brigadă și numit la comanda Diviziei 12 Infanterie. 
Marele Cartier General l-a numit pe Moșoiu Guvernator Militar al Transilvaniei la data de 12 martie 1919. La data de 12 aprilie 1919, Traian Moșoiu a fost numit la comanda "Grupului de Armate Nord", contribuind la eliberarea părții de vest a țării, inclusiv a orașelor Șimleul Silvaniei, Beiuș, Oradea (20 aprilie 1919), Salonta, Carei, Satu Mare. Continuând luptele până la Budapesta, a condus "Grupul de Manevră General Moșoiu". După ofensiva declanșată de armata roșie maghiară, în noaptea de 19/20 iulie 1919, grupul a reușit să stăvilească pătrunderea unităților maghiare peste Tisa, și să creeze condiții pentru trecerea la ofensivă a armatei române (24 iulie 1919). După pătrunderea în Budapesta (3 august 1919) a altor efective ale armatei române, generalul Moșoiu a fost numit comandant al Garnizoanei militare Budapesta și Guvernator Militar al teritoriilor ungare de la vest de Tisa. În decembrie 1919 a trecut în rezervă, la cerere, și s-a înscris în Partidul Liberal, fiind numit ministru de război în guvernul prezidat de Alexandru Vaida-Voevod. În anul 1921, Generalul Moșoiu a fost numit senator de drept, raliindu-se politicii liberale, caracterizată prin deviza "Prin noi înșine". Odată cu venirea la putere a guvernului prezidat de I.C.Brătianu (19 ianuarie 1922 - 30 martie 1926), la 24 ianuarie 1922, generalul Traian Moșoiu a fost desemnat titular la Ministerul Comunicațiilor și a condus comisia pentru organizarea încoronării regelui Ferdinand I la Alba Iulia, în Catedrala Reîntregirii (15 octombrie 1922). Generalul Traian Moșoiu s-a stins din viață la data de 15 august 1932, la București, și a fost înmormântat în cimitirul militar Bellu.  
Generalul Traian Moșoiu a deținut, succesiv, portofoliul Ministerului Comunicațiilor (24 ianuarie 1922 - 29 octombrie 1923) și Ministerului Industriei și Comerțului (30 octombrie 1923 - 29 martie 1926) în guvernul Ion I. C. Brătianu (VI) (19 ianuarie 1922 - 29 martie 1926).
Cel mai important capitol din biografia generalului Moșoiu este cel în care a fost considerat vârful de lance în campania de eliberare a Transilvaniei (perioada noiembrie 1918 - aprilie 1919), inițial, în funcția de comandant al Diviziei 7 Infanterie, apoi în fruntea Comandamentului Trupelor din Transilvania (11 decembrie 1918 - 12 aprilie 1919), apoi, al Grupurilor de Nord și de Manevră.
Întreaga viață și activitate a generalului Traian Moșoiu au fost marcate de numirea sa, de către rege, la comanda Comandamentului Trupelor din Transilvania, care începe să funcționeze efectiv din data de 11/24 decembrie 1918, la Sibiu.

## Funcții deținute
- Comandant de companie în Regimentul 9 Romanați (1901 - 1904)
- Comandant de companie în Batalionul 9 vânători din Ploiești
- Comandant al Batalionului 1 Infanterie din Regimentul 30 Muscel
- Șef al Secției Mobilizare din Regimentul 30 Muscel
- Comandant al Regimentului 6 "Mihai Viteazul" din București
- Comandant al Batalionului 7 vânători din Galați
- Comandant al Regimentului 2 Infanterie Râmnicu Vâlcea
- Comandant al Brigăzii 3 Infanterie (1916)
- Comandant al Diviziei 23 Infanterie (1916)
- Comandant al Diviziei 12 Infanterie (1917)
- Comandant al Diviziei 7 Infanterie Roman (1918)
- Guvernator militar al Transilvaniei (1918)
- Comandant al Grupului de armate "Nord" (1919)
- Comandant al garnizoanei române din Budapesta (1919)
- Guvernator militar al teritoriilor ungare de la vest de râul Tisa (1919)
- Ministru de război în guvernul Alexandru Vaida-Voevod
- Senator
- Ministru al Comunicațiilor (1922-1923)  în guvernul Ion I. C. Brătianu
- Ministru al Industriei și Comerțului (1923-1926)  în guvernul Ion I. C. Brătianu (VI)

A trecut în rezervă, la cerere, în luna decembrie 1919.

## In memoriam
Președintele Traian Băsescu a participat, duminică 12 august 2007, la ceremonia dezvelirii statuii generalului Traian Moșoiu, în Parcul Central din Bran, cu ocazia împlinirii a 75 de ani de la moartea acestuia.

## Decorații
- Ordinul „Mihai Viteazul”, clasa III, 2 ianuarie 1918[1]:p. 121